# 齊藤伸治
齊藤 伸治（さいとう しんじ、1998年6月13日 - ）は、千葉県市原市出身のプロ野球選手（投手）。右投右打。高知ファイティングドッグス所属。NPBでは育成選手だった。

## 経歴

### プロ入り前
中学時代は、千葉市リトルシニアでプレー。同期に、藤平尚真や中村亮太がいた。
習志野高時代は、3年次は背番号7の控え遊撃手としてプレー。千葉県予選ベスト4で敗退し、甲子園出場は叶わなかった。当時から強肩であり、投手として最速136km/hを計測していたが、公式戦は未登板であった。
東京情報大学のセレクションを受ける際、習志野高の小林徹監督から投手での受験を勧められ、本人も高校通算0本塁打で野手としては通用しないと思ったため、大学から投手に転向する。大学時代は、1年次の秋季リーグからリーグ戦に登板する。個人タイトルは獲得できなかったが、球速が147km/hまでアップした。
2020年10月26日、2020年のプロ野球ドラフト会議で北海道日本ハムファイターズから育成選手ドラフト2位で指名を受け、入団した。背番号は115。

### 日本ハム時代
2021年シーズンは、二軍で4試合に登板し、防御率3.60を記録した。同年9月9日、左内側半月板損傷部分切除術を受けた。
2023年シーズンは、二軍で43試合に登板し、3勝5敗、防御率2.82を記録。育成選手制度の規定により、シーズン終了後の10月31日に自由契約選手として公示されたが、11月18日に育成選手として再契約を結んだ。
2024年オフの10月28日に戦力外通告を受けた。

### 四国IL・高知時代
2024年12月11日、四国アイランドリーグplusの高知ファイティングドッグスと入団合意したことが発表された。

## 人物・プレースタイル
最速147km/hのストレートに、変化球はスライダー・カーブ・フォークがある。
大学2年次の秋、当時通っていた治療院で骨盤の位置について指導されたのをきっかけに、骨盤の使い方を研究し日常生活における姿勢を矯正したことで、球速が大幅にアップした。普段から人の立ち姿や座り姿を研究するほどである。

## 詳細情報

### 年度別投手成績
- 一軍公式戦出場なし

### 背番号
- 115（2021年[4] - 2024年）
- 18（2025年 - ）